# Nanokompozyty polimerowe
Nanokompozyty polimerowe – materiały kompozytowe, w których co najmniej jeden składnik ma wymiar w skali nanometrowej (10−9 m). W przypadku kompozytów polimerowych składnikiem tym najczęściej jest wypełniacz, nazywany wówczas nanonapełniaczem. Osnowa polimerowa (inaczej spoiwo polimerowe) i nanonapełniacz oddziałują z sobą na poziomie cząsteczkowym. Dzięki temu nanonapełniacz, o wymiarach poniżej 100 nm, dodany w niewielkiej ilości (zwykle kilka procent) do osnowy może znacznie zmienić wybrane właściwości kompozytu.

## Klasyfikacja nanonapełniaczy
Nanonapełniacze można sklasyfikować ze względu na charakter chemiczny lub rodzaj struktury fizycznej, jednak najczęściej są one klasyfikowane pod względem kształtu cząstek.
Wyróżnia się nanonapełniacze:
- 1D – liniowe (np. nanorurki węglowe)
- 2D – płytkowe (np. montmorylonit)
- 3D – proszkowe (np. nanocząstki srebra).

## Rola osnowy i nanonapełniacza
Osnowa jest lepiszczem: spaja wzmocnienie (czyli włókna, zwane też zbrojeniem, do którego niekiedy zalicza się nanonapełniacz), silnie się z nim wiążąc. Nadaje ona pożądany kształt oraz właściwości chemiczne i cieplne. Dzięki osnowie naprężenia są przenoszone na włókna.
Materiały kompozytowe wzmacniane włóknami najczęściej są stosowane w celu zapewnienia zwiększonej wytrzymałości statycznej i zmęczeniowej oraz sztywności. Uzyskuje się to przez wprowadzenie włókien wytrzymałych, sztywnych, lecz zwykle kruchych, do miękkiej i ciągliwej osnowy. Osnowa jedynie przekazuje przyłożone obciążenie do włókien, które w większości je przenoszą, dzięki czemu materiały kompozytowe wykazują dobre właściwości wytrzymałościowe (zarówno w temperaturze pokojowej, jak i podwyższonej).

## Metody otrzymywania
Metody otrzymywania nanokompozytów zawierających montmorylonit można podzielić na dwie grupy:
1. spęcznienie minerału monomerami:
- ciekłymi (w temperaturze pokojowej lub podwyższonej)
- stopionymi (w temperaturze podwyższonej)
- w roztworze lub zawiesinie

We wszystkich trzech metodach po wprowadzeniu monomeru w przestrzenie międzypakietowe minerału przeprowadza się proces jego polimeryzacji.
2. wprowadzenie polimeru w przestrzenie międzypakietowe minerału:
- w roztworze lub zawiesinie
- w stanie stopionym

W tych metodach nanokompozyt otrzymuje się bezpośrednio po zakończeniu procesu.

## Zastosowanie
Nanokompozyty polimerowe z nanorurkami węglowymi to idealne tworzywo jeśli wymagana jest wysoka czystość (napędy dyskowe), elementy antystatyczne w motoryzacji (zbiorniki paliwowe i elementy układu paliwowego w postaci obudowy filtrów czy modułów pomp), barierowość ograniczająca emisję z układów paliwowych. Zastosowanie przewodzących tworzyw umożliwia elektrostatyczne lakierowanie wielu części samochodowych (zderzaków, kołpaków, obudowy lusterek, uchwytów drzwiowych, elementów wyposażenia kabiny).
Nanowłókna mogą mieć w przyszłości wiele nowych zastosowań, między innymi w technice, inżynierii materiałowej, jak również w medycynie. Wiele ośrodków badawczych prowadzi intensywne badania nad wykorzystaniem ich w leczeniu tkanek miękkich, jako nośników leków lub materiałów opatrunkowych, jako podłoży dla inżynierii tkankowej.